# 대구중앙초등학교
대구중앙초등학교는 대한민국 대구광역시 수성구 만촌동에 있는 공립 초등학교다.

## 연혁
- 1905년 10월 1일 대구공립심상소학교 설립
- 1945년 12월 17일 대구중앙공립국민학교 개교(12학급 편성)
- 1995년 2월 17일 제50회 졸업(113명 졸업 누계 : 23,471명 졸업)
- 1995년 3월 1일 폐교[1]
- 2003년 3월 1일 초등학교 36학급,유치원 2학급 편성 재개교
- 2004년 12월 22일 중앙반딧불도서관 개관
- 2011년 5월 26일 등꽃누리관(다목적 강당)개관
- 2013년 3월 1일 특수학급 1학급 신설
- 2014년 1월 12일 급식실 및 조리실 개보수, 교사 증축
- 2014년 1월 24일 돌봄교실 신설, 교문ㆍ담장ㆍ놀이시설ㆍ보건실 개축
- 2018년 1월 24일 환경개선 공사[2]
- 2018년 9월 20일 위클래스 구축 관련 인테리어 공사, 특별실 냉난방기 교체 공사(39대 교체)
- 2019년 2월 1일 제66회 졸업(197명 졸업, 누계 27,684명)
- 2019년 3월 1일 초등학교 45학급(특수학급 1학급), 유치원 2학급(특수학급 1학급) 편성
- 2020년 2월 14일 제67회 졸업(214명 졸업, 누계27,898명)
- 2020년 3월 1일 제8대 김송욱 교장 부임(총25대)
- 2020년 3월 1일 초등학교 44학급(특수학급 1학급), 유치원 2학급(특수학급 1학급) 편성

## 참고 자료
- 대구중앙초등학교 - 한국교육학술정보원 학교알리미